# Walter von Siebenthal
Walter von Siebenthal (6. června 1899 – září 1958) byl švýcarský reprezentační hokejový útočník.
V roce 1924 byl členem Švýcarského hokejového týmu, který skončil osmý na zimních olympijských hrách.